# Royal Northern College of Music
Le Royal Northern College of Music (en français : Collège royal de musique du Nord) de Manchester est un conservatoire de musique. 

## Historique
Le Collège est issu du Royal Manchester College of Music situé Ducie Street et créé en 1893 par le chef d'orchestre Sir Charles Hallé et du Northern School of Music (en), une école pour former les professeurs de musique créée en 1920. Pendant les années 1950, la possibilité de fusion a été proposée par le directeur du RMCM Frederic Cox. En 1973, les deux collèges ont fusionné pour former la nouvelle institution. En 2013 a été célébré le 40e anniversaire du RNCM.

## Gouvernance
Il est présidé par Sir Willard White.

## Réputation
Le Guide des universités 2005/2006 du journal The Guardian classait le Collège royal de musique de Manchester au deuxième rang parmi les conservatoires du Royaume-Uni en 2005. Mais, depuis, cette école ne figure plus dans le classement.

## Élèves célèbres
- Don Airey, clavériste / auteur-compositeur-interprète
- Harrison Birtwistle, compositeur
- Arthur Butterworth, compositeur / chef d'orchestre
- Peter Maxwell Davies, compositeur / Maître de musique de la reine
- Peter Donohoe, pianiste
- Alexander Goehr, compositeur
- Anthony Goldstone, pianiste
- Simon Holt, compositeur
- Stephen Hough, pianiste / compositeur
- Elgar Howarth, chef d'orchestre
- Howard Jones, auteur-compositeur-interprète
- Simon Keenlyside, baryton
- Grant Kirkhope, compositeur
- Bernard Longley, archêveque de Birmingham
- John Ogdon, pianiste
- Rosalind Plowright, soprano / mezzo soprano
- Ronald Stevenson, compositeur / pianiste
- John Tomlinson, chanteur
- Eddie Ayres (1967-), animateur de radio australo-britannique et professeur de musique.

## Professeurs célèbres
- Pamela Cook (1937-2013)

## Directeurs
- John Manduell (1973 - 1996)[1]
- Edward Gregson (1996 - 2008)[2]
- Jonty Stockdale (2008 - 2012)[3]
- Linda Merrick (2013 - en cours)[4]